# Phiala pseudatomaria
Phiala pseudatomaria är en fjärilsart som beskrevs av Embrik Strand 1911. Phiala pseudatomaria ingår i släktet Phiala och familjen Eupterotidae. Inga underarter finns listade i Catalogue of Life.